# Albert Boas
Albert Boas (* 20. März 1878 in Paris; † 24. November 1950 in Erfurt) war ein deutscher Richter am Kammergericht.

## Leben
Boas besuchte das Königliche Wilhelms-Gymnasium in Berlin. Nach dem Abitur (Ostern 1886) studierte er Rechtswissenschaft an der  Friedrich-Wilhelms-Universität zu Berlin und der  Kaiser-Wilhelms-Universität Straßburg. Am 29. Oktober 1897 wurde er im Corps Palaio-Alsatia aktiv. Nachdem er am Ende des Sommersemesters 1900 in Berlin das Erste Juristische Staatsexamen bestanden hatte, war er Referendar in der Preußischen Justizverwaltung zu Berlin.
Ab 1. Oktober 1900 diente er als Einjährig-Freiwilliger beim  2. Ober-Elsässischen Feld-Artillerie-Regiment Nr. 51 (51. Reserve-Division). Nach dem Zweiten Juristischen Staatsexamen am 8. Juni 1905 war er Gerichtsassessor in Berlin. Er wurde am 1. April 1908 Amtsrichter in  Rixdorf und 1913 Landrichter am  Landgericht Berlin I. Als Reserveoffizier kam er an die Ostfront (Erster Weltkrieg). Er kämpfte in der Schlacht bei Tannenberg, der Schlacht an der Weichsel, der Schlacht um Łódź, der Schlacht in den Karpaten, in den Pripjetsümpfen und vielen anderen Gefechten.
Seit 1919 Landgerichtsrat, wurde er am 24. Februar 1921 Kammergerichtsrat. Nach dem Tod von Walther Kausch führte er die Gruppe der Berliner Altelsässer. Nach dem Gesetz zur Wiederherstellung des Berufsbeamtentums wurde er amtsenthoben. Aus Rücksicht auf sein Corps legte er unter dem Druck des Arierparagraphen sein Band am 30. September 1935 nieder. Nach dem  Zweiten Weltkrieg war er Richter am Landgericht Erfurt. Er starb mit 72 Jahren. Nie als ausgeschieden betrachtet, erlebte er nicht die Rekonstitution seines Corps in Frankfurt am Main (1953).
Verheiratet war er seit dem 23. Dezember 1920 mit Elisabeth Schott, einer Tochter des Schauspielers und Schriftstellers Richard Schott (1860–1921). Die Ehe blieb kinderlos.

## Ehrungen
- Eisernes Kreuz 2. Klasse
- Eisernes Kreuz 1. Klasse
- Aufführung auf der Gedenktafel des  Deutschen Richterbundes[7]